# Merle Haggard
Pour les articles homonymes, voir Merle (homonymie) et Haggard (homonymie).
 (octobre 2019).
Si vous disposez d'ouvrages ou d'articles de référence ou si vous connaissez des sites web de qualité traitant du thème abordé ici, merci de compléter l'article en donnant les références utiles à sa vérifiabilité et en les liant à la section « Notes et références ».
Merle Ronald Haggard, né à Bakersfield (Californie) le 6 avril 1937 et mort le 6 avril 2016 à Palo Cedro, d'une pneumonie,, est un chanteur, guitariste et compositeur de musique country. À sa sortie de prison en 1960, il participe avec Buck Owens et son groupe The Strangers à l'émergence du Bakersfield sound, caractérisé par le son caractéristique de la Fender Telecaster associée aux traditionnelles guitares country, les harmonies vocales serrées et une certaine rugosité qui n'existait pas dans le Nashville sound. Dans les années 1970, il participe à la montée du mouvement outlaw country, aux côtés de Mickey Newbury et Johnny Cash, entre autres.

## Les débuts dans la vie

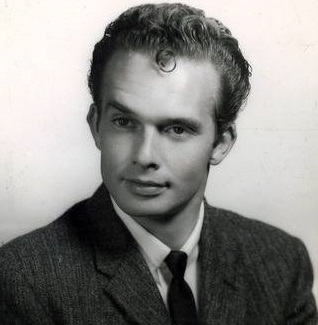
Merle Haggard en 1961.

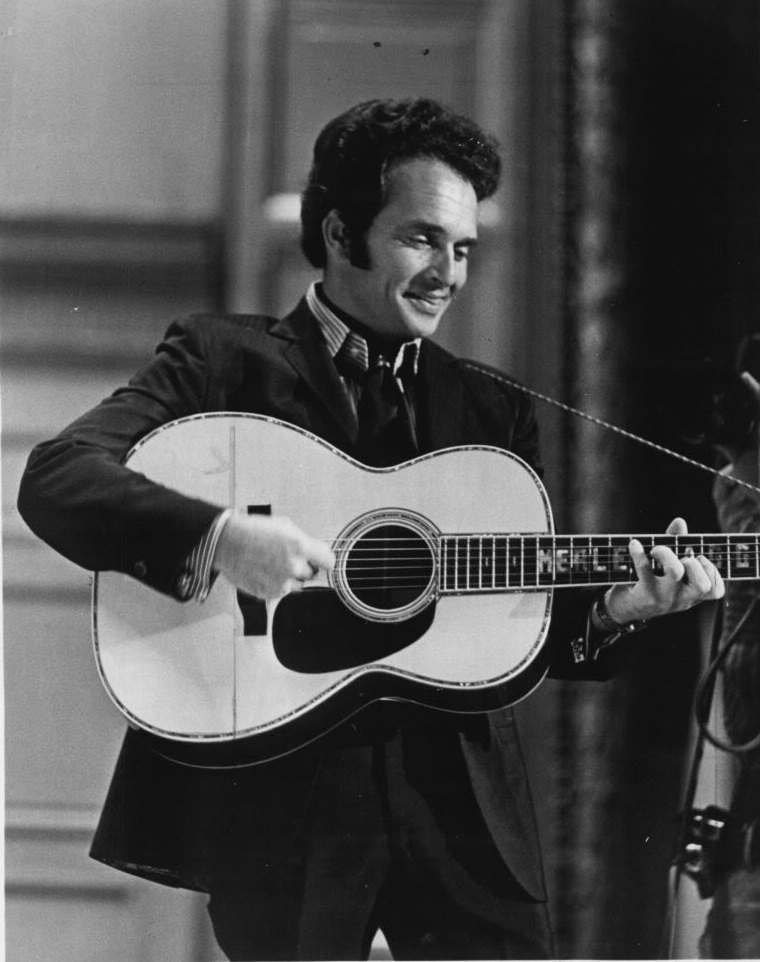
Merle Haggard en 1971.

Haggard naît à Bakersfield en  Californie. Ses parents, Flossie Mae Harp et James Francis Haggard,  sont partis  de l'Oklahoma en Californie pendant la Grande Dépression. À cette période, une grande partie de la population de Bakersfield se compose de « réfugiés économiques » de l'Oklahoma et des États environnants. Son père meurt quand Merle a neuf ans, et son attitude commence à changer. Sa mère est obligée de travailler pour subvenir aux besoins de la famille, et perd le contrôle de Merle qui prend le chemin de la délinquance. Elle va jusqu'à le placer durant un weekend dans un centre de redressement pour enfant, ce qui n'a pas changé grand-chose. Son  frère aîné lui offre sa première guitare alors que Merle a douze ans. En 1951, Haggard fugue vers le Texas avec un ami, puis rentre chez lui la même année. Il est arrêté pour vol. Il s'enfuit alors du centre de détention auquel il a été envoyé et se rend à Modesto en Californie. Là, il est envoyé à Preston School of Industry, une école-prison. Quinze mois plus tard, Haggard y est renvoyé  pour avoir battu un garçon lors d'une tentative de cambriolage.
Après sa deuxième libération, Haggard suit Lefty Frizzell en concert avec son ami Bob Teague et chante pour lui. Du fait de son succès, il commence une carrière à temps plein dans la musique. Après avoir gagné une réputation locale, il rencontre de nouveau des problèmes d'argent et est arrêté pour un vol en 1957. Il est alors envoyé à la prison de San Quentin pendant cinq années. Même en prison, Haggard  se montre sauvage et  joueur. Il s'occupe des trois concerts de Johnny Cash à San Quentin. C'est en voyant Cash jouer que Haggard se décide à remonter la pente et à reprendre la musique. Plusieurs années après, lors d'un concert de Cash, Haggard dira à Johnny combien il avait apprécié son concert à San Quentin. Cash lui répond alors : « Merle, je ne me rappelle pas bien de vous lors de ce concert ». Haggard lui répond : « Johnny, je n'étais pas dans le groupe, j'étais dans l'assistance. »
Mis en isolement, Haggard rencontre Caryl Chessman et est impressionné par cette rencontre. Il décide, pour échapper au même sort, de changer de vie. Il reprend ses études, trouve un travail régulier dans l'usine de textile de la prison et rejoint le groupe de la prison. Haggard est libéré en 1960. Il dira par la suite qu'il lui aura fallu quatre mois pour s'habituer à ne plus être en prison. Haggard sera plus tard amnistié par le gouverneur Ronald Reagan.[réf. nécessaire].

## La carrière
Le  répertoire Haggard comprend des ballades (Today I Started Loving You Again, Silver Wings), des récits (Old Man from the Mountain, It's Been a Great Afternoon), des réflexions plus ou moins autobiographiques (Mama Tried, Hungry Eyes), des commentaires politiques (Under the Bridge, Rainbow Stew), des chansons en hommages aux travailleurs (Workin’ Man Blues, White Line Fever), aussi bien que les chansons sur la boisson (Swinging Doors, The Bottle Let Me Down, I Think I'll Just Sit Here and Drink).

## Albums studio
- Strangers (en) (1965)
- Swinging Doors (en) (1966)
- I'm a Lonesome Fugitive (1967)
- Branded Man (1967)
- Sing Me Back Home (en) (1968)
- The Legend of Bonnie & Clyde (en) (1968)
- Mama Tried (en) (1968)
- Pride in What I Am (en) (1969)
- Same Train, a Different Time (en) (1969)
- A Portrait of Merle Haggard (en) (1969)
- A Tribute to the Best Damn Fiddle Player in the World (or, My Salute to Bob Wills) (en) (1970)
- Hag (en) (1971)
- Someday We'll Look Back (en) (1971)
- Let Me Tell You About a Song (en) (1972)
- It's Not Love (But It's Not Bad) (en) (1972)
- If We Make It Through December (en) (1974)
- Merle Haggard Presents His 30th Album (en) (1974)
- Keep Movin' On (en) (1975)
- It's All in the Movies (en) (1976)
- My Love Affair with Trains (en) (1976)
- The Roots of My Raising (en) (1976)
- Ramblin' Fever (en) (1977)
- A Working Man Can't Get Nowhere Today (en) (1977)
- My Farewell to Elvis (en) (1977)
- I'm Always on a Mountain When I Fall (en) (1978)
- Serving 190 Proof (en) (1979)
- The Way I Am (en) (1980)
- Back to the Barrooms (en) (1980)
- Songs for the Mama That Tried (en) (1981)
- Big City (en) (1981)
- Going Where the Lonely Go (en) (1982)
- That's the Way Love Goes (en) (1983)
- It's All in the Game (en) (1984)
- Kern River (en) (1985)
- A Friend in California (en) (1986)
- Out Among the Stars (en) (1986)
- Chill Factor (en) (1987)
- 5:01 Blues (en) (1989)
- Blue Jungle (en) (1990)
- 1994 (en) (1994)
- 1996 (en) (1996)
- If I Could Only Fly (en) (2000)
- Cabin in the Hills (en) (2001)
- Roots, Volume 1 (en) (2001)
- The Peer Sessions (en) (2002)
- Haggard Like Never Before (en) (2003)
- Unforgettable (en) (2004)
- Chicago Wind (en) (2005)
- Working Man's Journey (2007)
- The Bluegrass Sessions (en) (2007)
- I Am What I Am (en) (2010)
- Working in Tennessee (en) (2011)